# Кагава, Хироси
Хироси Кагава (яп. 賀川浩 Кагава Хироси,  29 декабря 1924, Кобе — 5 декабря 2024, Кобе) — японский футболист и спортивный журналист. Член Зала славы японского футбола, лауреат Президентской премии ФИФА. Младший брат игрока национальной сборной Японии Таро Кагавы.

## Биография
Хироси играл в футбол с пятилетнего возраста. В составе команды старшей школы Дайити Кобе он выиграл Всеяпонский чемпионат 1938 года. В конце Второй мировой войны Хироси записался добровольцем в Камикадзе, но его боевой вылет так и не состоялся. После окончания войны он вернулся в футбол, став игроком студенческой команды университета Кобе. Окончив университет в 1948 году, Хироси присоединился к клубу «Осака», куда позднее перешёл и его старший брат Таро Кагава. Братья стали частью команды, дошедшей до финала Кубка императора в 1951 и 1952 годах.
В 1952 году Хироси оставил футбол и занялся журналистской деятельностью, устроившись в редакцию газеты «Санкэй симбун». В 1974 году он перебрался в Санкэй Спортс и был редактором этой газеты до 1984 года. С 1990 года Хироси являлся независимым футбольным обозревателем. В 2007 году он принял участие в англоязычном проекте Футбольной ассоциации Японии под названием «Архив японского футбола». 17 августа 2010 года его включили в Зал славы японского футбола. 12 января 2015 года Хироси был награждён Президентской премией ФИФА за «титаническую работу по популяризации футбола в Японии и непреодолимую страсть к этой игре»: за свою журналистскую карьеру он обозревал десять чемпионатов мира, пять чемпионатов Европы и один кубок Америки.
Умер 5 декабря 2024 года в больнице в Кобе в возрасте 99 лет.

## Достижения

### Командные
«Старшая школа Дайити Кобе»
- Победитель Всеяпонского чемпионата среди учащихся школ[яп.] (1): 1938

 «Осака»
- Финалист Кубка императора (2): 1951, 1952

### Личные
- Член Зала славы японского футбола: 2010
- Лауреат Президентской премии ФИФА: 2014